# الخطيئة (لوحة)
الخطيئة (بالألمانية: Die Sünde)‏ هي لوحة بريشة الرسام الألماني فرانز فون ستوك من عام 1893. تصور حواء، تعتبر واحدة من أشهر أعماله، بحيث تعتبر مثالاَ للحركة الرمزية. «الخطيئة» هي لوحة قوية للغاية، ستبقى واحدة من الرموز الرئيسية لفن رسم الموضوعات الدينية. في لوحته أظهر فرانز فون ستوك انبهار الرجال بالرغبة الجنسية. في ضوء الاتجاهات الدينية الرئيسية في زمانه وبلده، كانت لوحتة تعني أكثر بكثير من مجرد لوحة. ألان ضمن مجموعة متحف بيناكوتيك في ميونيخ، ألمانيا.

## خلفية
تُعتبر اللوحة الآن على نطاق واسع رمزًا للحركة الفنية الرمزية، أخذ ستوك قصة إغراء حواء واختصرها إلى أجزائها الثلاثة الأكثر أهمية، متجاهلاً أي عناصر سردية دخيلة مثل الجنة أو التفاحة أو آدم. في هذا التخيل المؤثر، لا يقدم سوى حواء، وهي تخرج عارية من الظلام، وجسد الثعبان الضخم ملفوفًا حولها. تم الكشف عن العمل بعد وقت قصير من إنشائه في المعرض الافتتاحي لانفصال ميونيخ مسببة ضجة كبيرة. في عام 1899 حصل على ستوك على «الميدالية الذهبية للدولة» في فيينا للوحته. تُعرف الآن أحدا عشر نسخة من اللوحة، وهي شهادة على شهرة اللوحة وسمعتها، والعديد منها موجود في مجموعات عامة  لا يمكن المبالغة في التأثير الذي أحدثته اللوحة على الجماهير المعاصرة. لقد كان شائعًا للغاية، وسرعان ما تم شراؤه من قبل متحف بيناكوتيك في ميونيخ حيث تم تثبيتها على الفور. لقد اعتبر ستوك بحق أنها لحظة محورية في حياته المهنية، حيث كتب أنه «منذ ذلك الحين كان الطريق مفتوحًا بالنسبة لي».

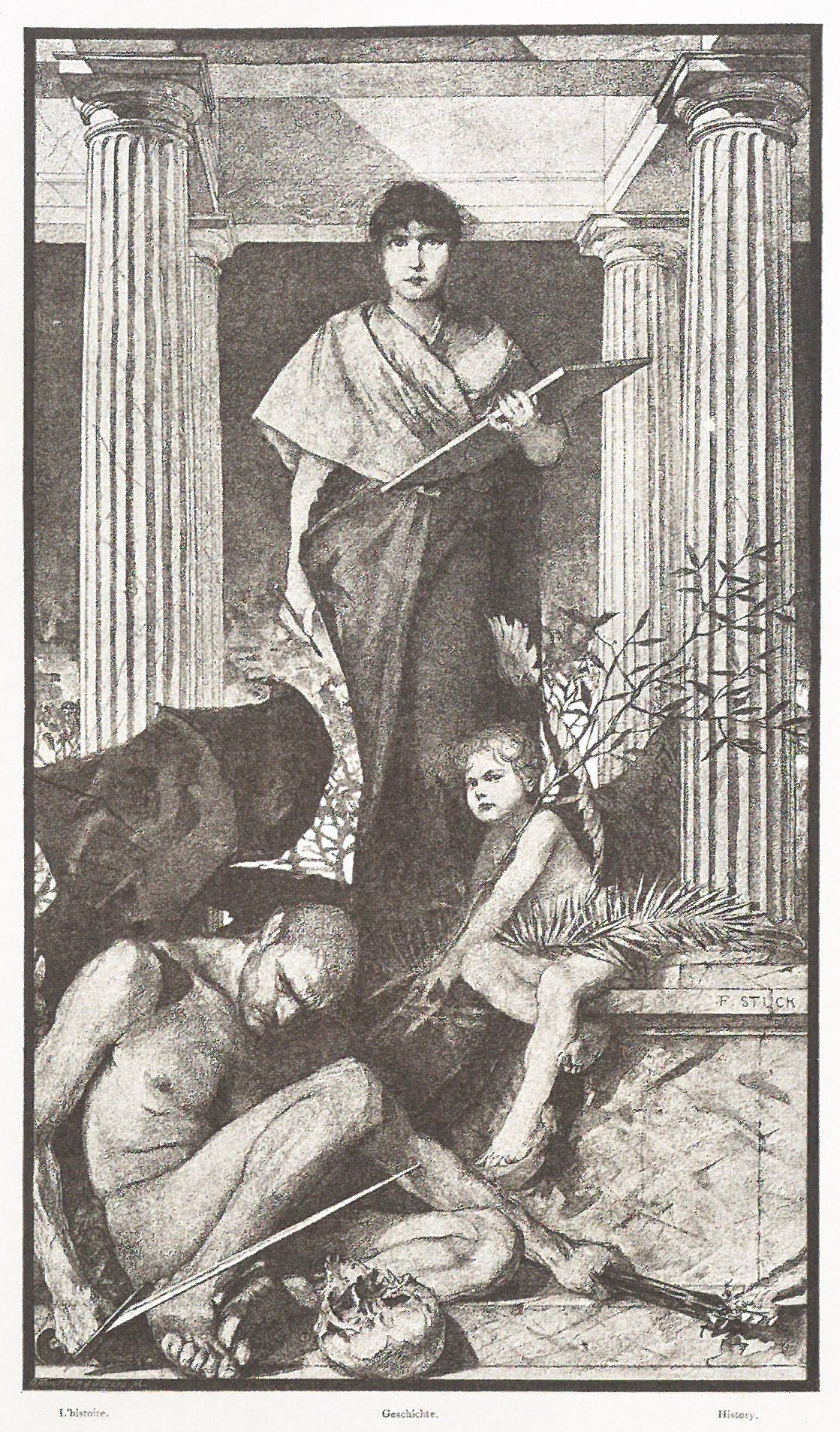
طباعة تاريخ لايقونة ، قالب من تصميم ستوك. يظهر الاعمدة التي أستخدمها الفنان كأطار للوحاته.

## الوصف

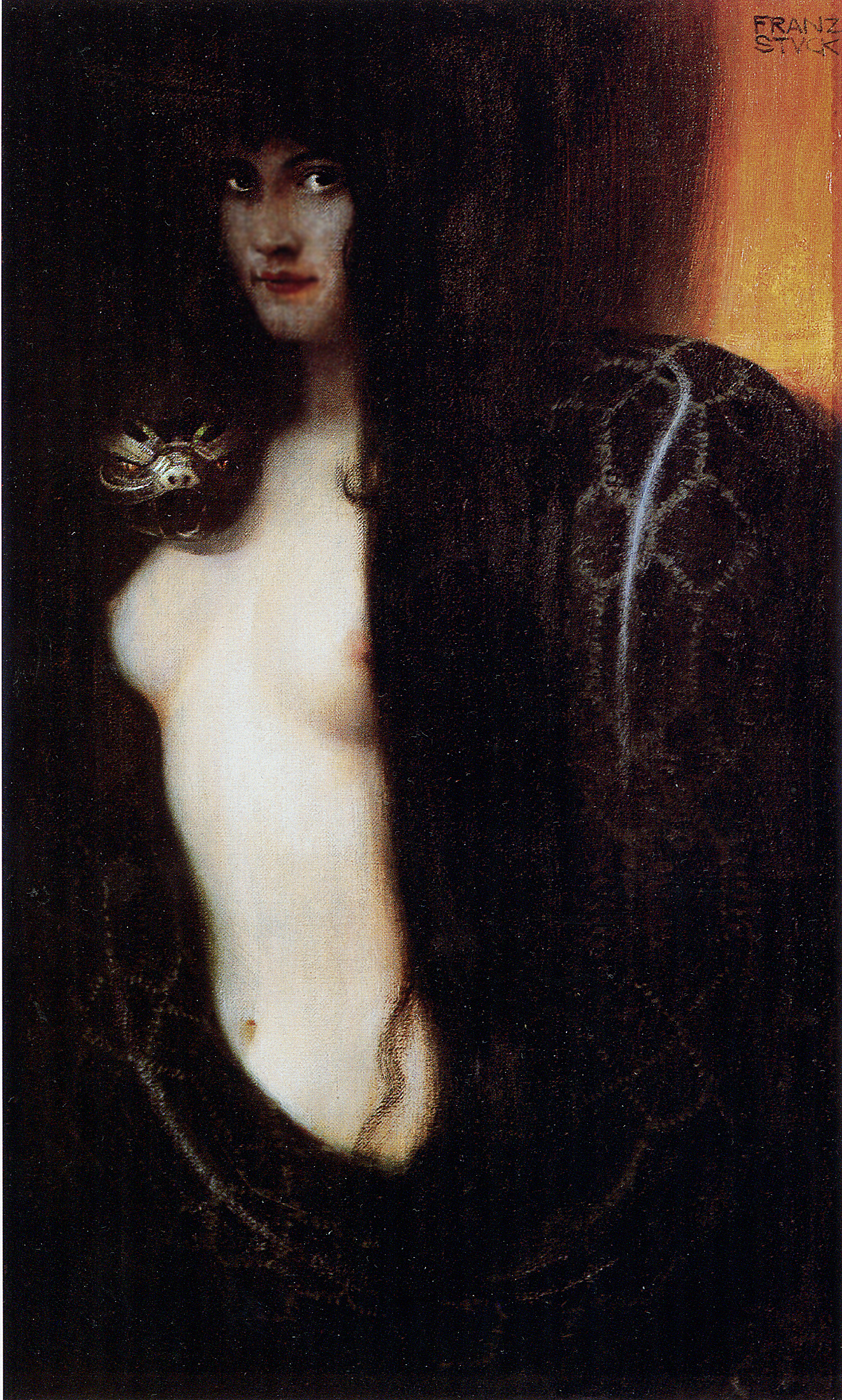
لوحة الخطيئة من دون أطار.

يظهر وجه الأنثى في ثلاثة أرباع اللوحة ووجه الثعبان من الأمام. تظهر امرأة تم تصويرها من الخصر بنصف الطول، وهي تنظر بتحدِ، إلى حد ما، إلى المشاهد. وجهها مظلل، بؤبؤ عينيها الكبيرتين ذات الظلال البيضاء تشير بنظرتها إلى اليسار. الفم مغلق. بالمقارنة مع بقية الوجه، تشكل هذه العيون تباينًا قويًا بين الضوء والظلام. يتساقط الشعر الأسود الطويل على جسدها الأبيض، الثديين ظاهرين مع الحلمات والسرة. حول جسدها وعنقها ثعبان ضخمة سميكة زرقاء داكنة مزينة بأنماط زرقاء فاتحة، ترتكز برأسها على كتف المرأة اليمنى وصدرها وتنظر أيضًا مباشرة إلى المشاهد. رأس الثعبان له عيون مع انعكاسات وفم مفتوح مع الأنياب ضاهرة بعدوانية، والتي من المفترض أن تشير إلى ارتباطها بالخطر على المشاهد. يشير موضوع الثعبان، الذي يرتبط ارتباطًا وثيقًا بالمرأة، إلى سقوط العهد القديم، وهي حادثة تظهر في سفر التكوين في الكتاب المقدس. وهكذا يظهر الثعبان في لوحة ستوك كرمز للإغواء والخطر. إلى اليمين، خلف المرأة الشاحبة، هناك سطح ذو جو برتقالي متباين يشكل الخلفية، والتي يمكن تقسيرها على أنها نار جهنم لأولئك الذين يقبلون الإغراءات والخطيئة. يوجد أيضًا توقيع لا لبس فيه للرسام في خطه النموذجي: FRANZ STVCK. خلاف ذلك، فإن الخلفية سوداء بشكل مدهش.

### الإطار
الإطار ذو المظهر المعماري له معنى خاص للصورة. كان للتأكيد على تفرد اللوحة في معظم المعروضات المحملة بشكل زائد في ذلك الوقت وللفت الانتباه إلى الصورة. يحمل الإطار أيضًا العنوان بأسلوب معاصر هو DIE SUENDE. في الإصدارات الأخرى من الصورة، يكون العنوان هو DIE SVENDE ، حيث يظهر الحرفان V و E كحرف ربط. في هذا، نقدر تجربة ستوك كرسام كاريكاتير وفنان رسومي. لقد فهم ستوك إطاره المصنوع يدويًا على أنه جزء من «تحفة تكتيكية» لم يبتكرها في عمله فحسب، بل بنى أيضًا حياته الفنية بالكامل عليها.

## نسخ من اللوحة
هناك 11 نسخة أخرى من نموذج فرانز فون ستوك في شكل لوحة زيتية مع إطارات ذهبية مصممة بشكل فردي، أربعة منهن في عداد المفقودات.

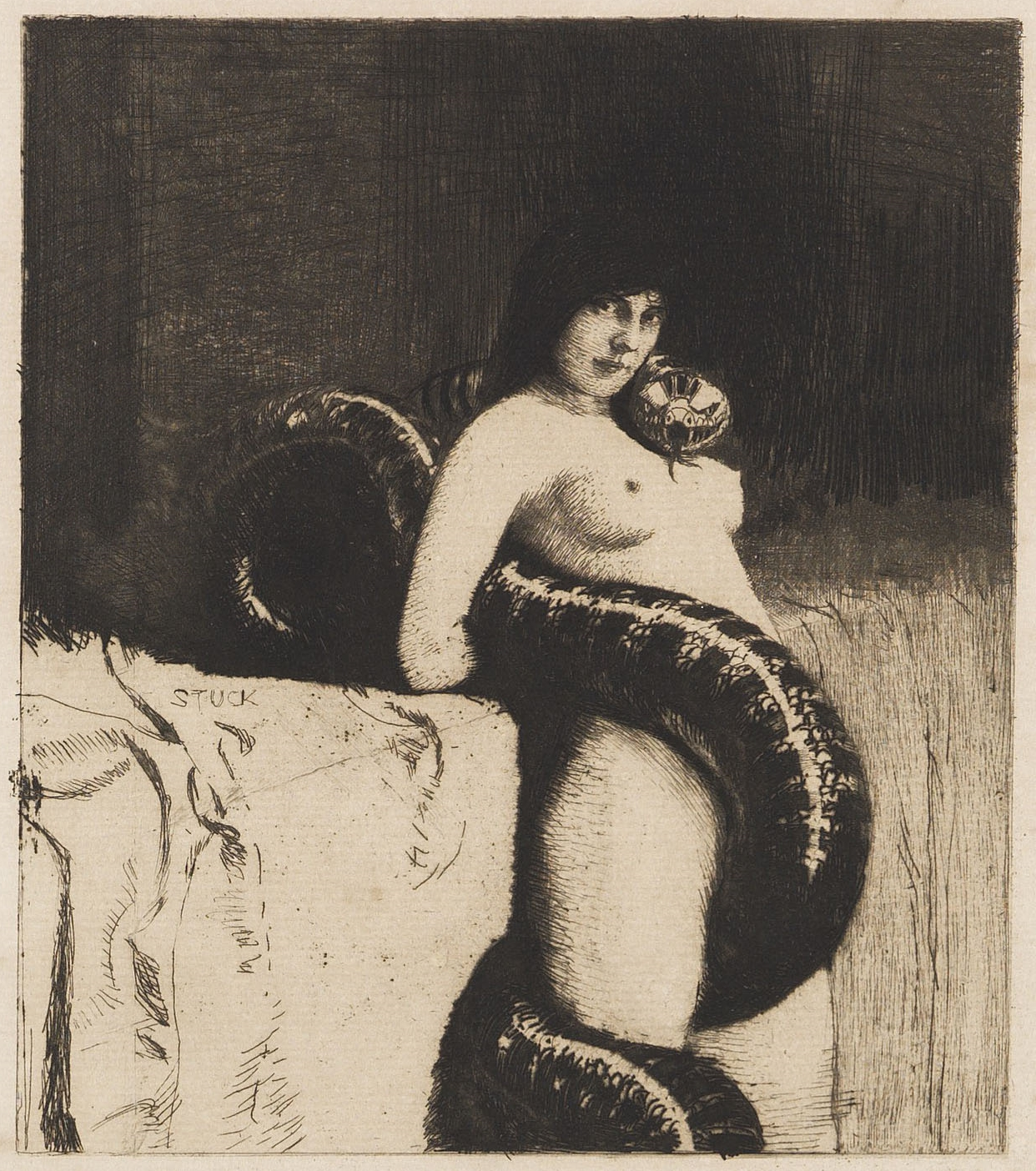
1889
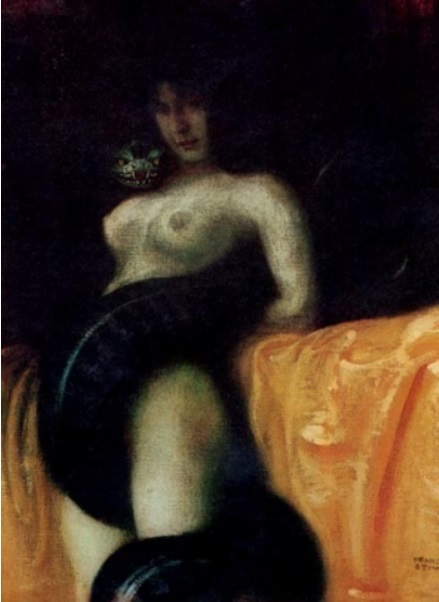
1897
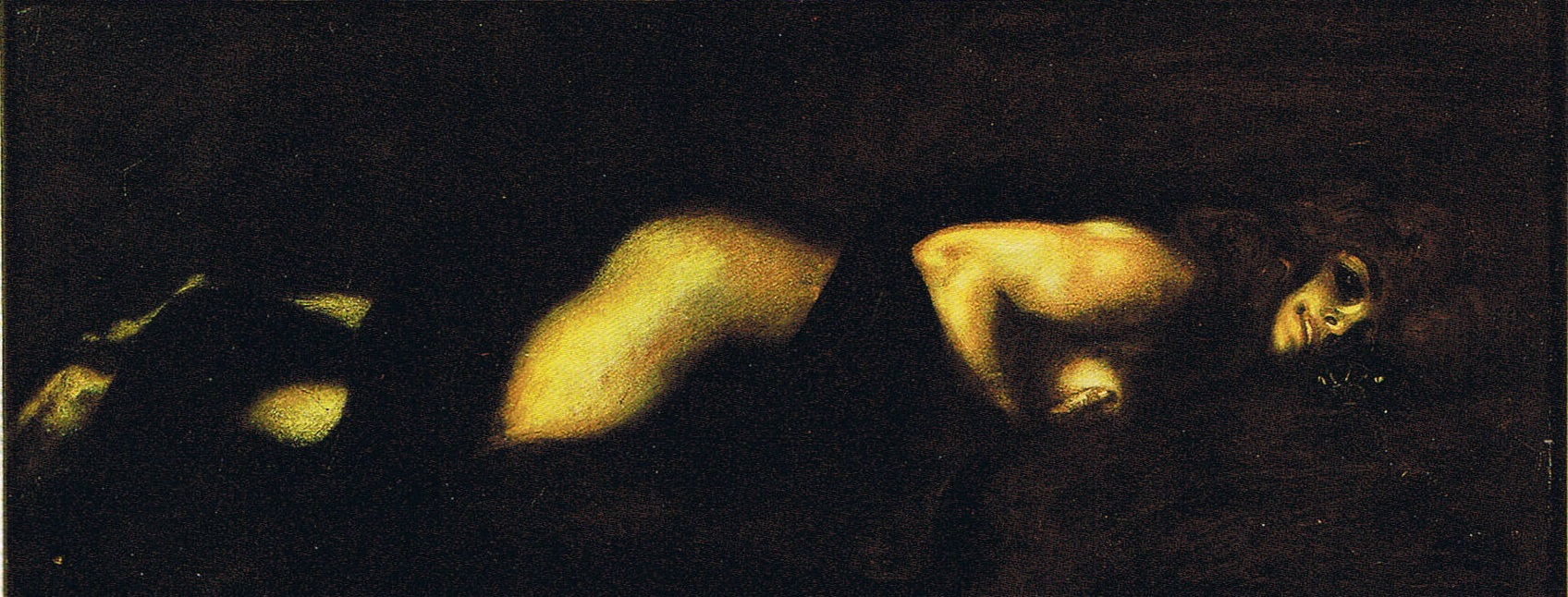
1900
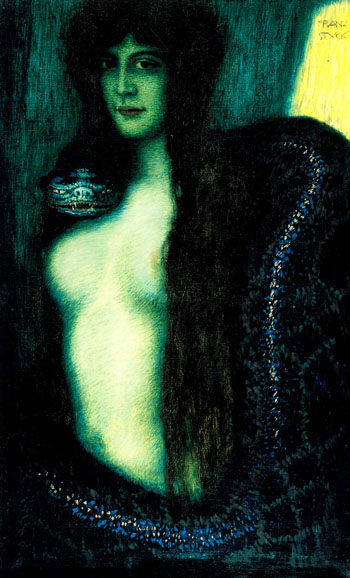
1906
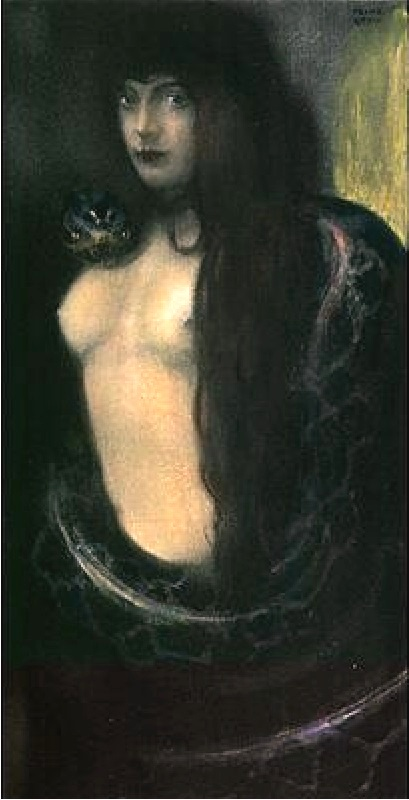
1912

## تفسير
تفسر اللوحة المرأة على أنها تجسيد للشهوة، مع «حياتها الجنسية النهمة» المفترضة التي تستخدمها لاغواء الرجال. تشير الخلفية والتسطيح والظل للتكوين إلى أن الثعبان يقدم الجسد الأنثوي على شكل شرك (فخ). من ينجذب إليه يجب أن يخاف من نار جهنم التي يرمز لها في أعلى اليمين بجو برتقالي. مثل الأخلاق المعاصرة، مثل تلك التي تمثلها الكنيسة، لممارسة القوة بدافع السيطرة. القوة في الصور تعني السيطرة على الناس. بحيث تستخدم حواء جسدها كأداة لإرادته الخاصة في السلطة.

## الرسام

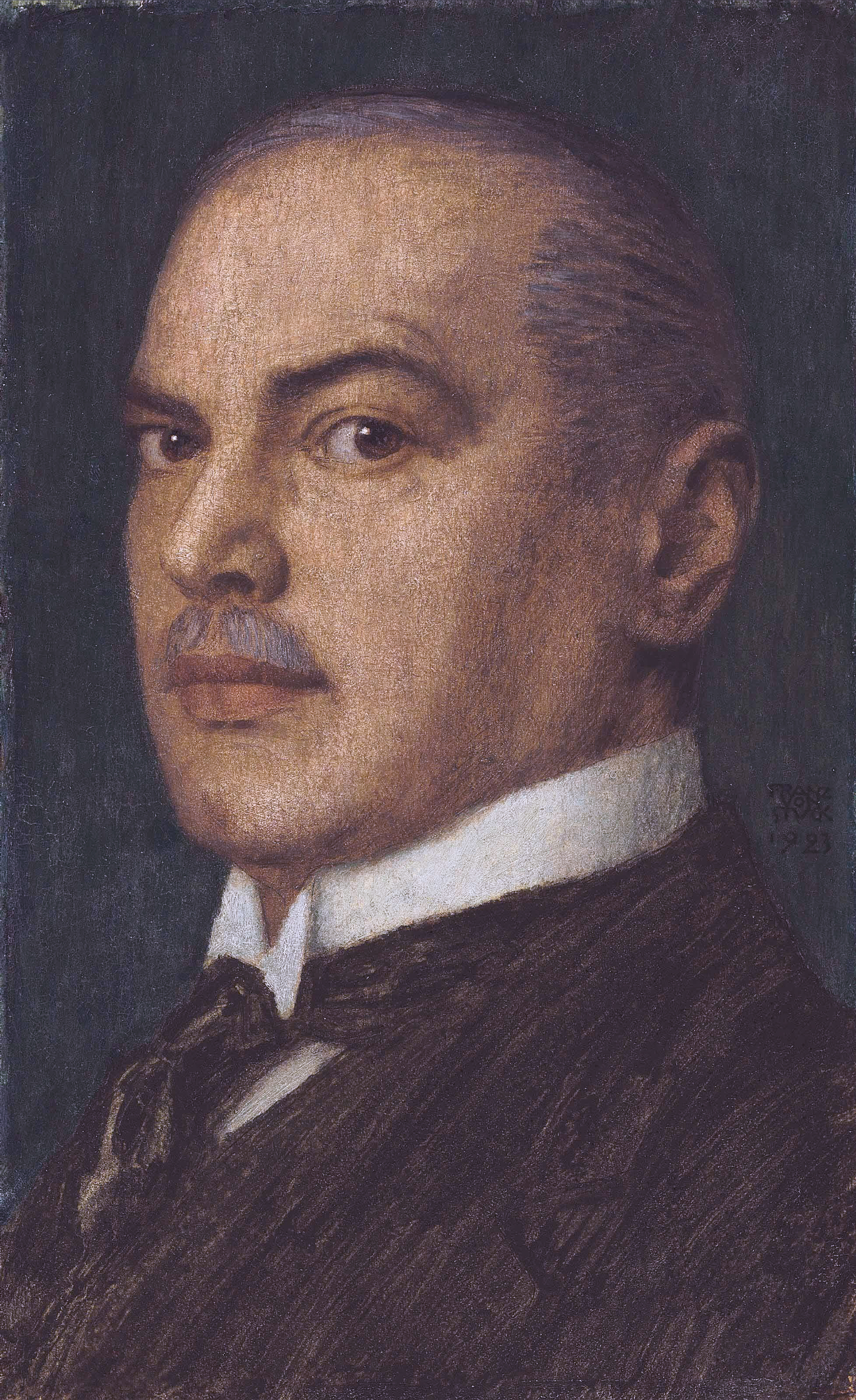
فرانز فون ستوك

كان فرانز فون ستوك (23 فبراير 1863-30 أغسطس 1928) رسامًا ونحاتًاً ومهندسًا ألمانيًا. اشتهر ستوك بلوحاته عن الأساطير القديمة، حيث تلقى إشادة كبيرة من النقاد مع لوحته (الخطيئة) في عام 1892. وفي عام 1906 ، مُنح ستوك وسام الاستحقاق من التاج البافاري وأصبح معروفًا منذ ذلك الحين باسم Franz Ritter von Stuck. التحق ستوك أولاً بمدرسة الفنون والحرف اليدوية، ثم الأكاديمية في ميونيخ. في عام 1892 كان أحد الأعضاء المؤسسين لانفصال ميونيخ، وفي عام 1895 تم تعيينه أستاذًا. عزز أستاذه أرنولد بوكلين ميله للأدبي الحسي. بحيث يتميز أسلوب ستوك بالتركيز على الخطوط الفنية الداكنة البحتة في لوحاته. يعد ستوك أحد أكثر الشخصيات الفنية تاثيراً في ميونيخ في مطلع القرن التاسع عشر.